# Parma Associazione Calcio 1977-1978
Questa pagina raccoglie le informazioni riguardanti il Parma Associazione Calcio nelle competizioni ufficiali della stagione 1977-1978.

## Stagione
Il Parma termina il girone B della Serie C al terzo posto dietro SPAL e Lucchese.
Nella Coppa Italia di Serie C il Parma vince prima del campionato l'ottavo girone di qualificazione, poi nei sedicesimi di finale cede il passaggio nel doppio turno al Pergocrema.

## Divise

Una formazione parmense con la seconda divisa gialloblù

| Casa | Trasferta |

## Rosa
| N. |                   | Ruolo | Calciatore          |
| -- | ----------------- | ----- | ------------------- |
| -  | Italia (bandiera) | P     | Massimo Grassi      |
| -  | Italia (bandiera) | P     | Pietro Villa        |
| -  | Italia (bandiera) | D     | Maurizio Cavazzini  |
| -  | Italia (bandiera) | D     | Mariano Fabris      |
| -  | Italia (bandiera) | D     | Mario Facco         |
| -  | Italia (bandiera) | D     | Mario Garito        |
| -  | Italia (bandiera) | D     | Stefano Montanini   |
| -  | Italia (bandiera) | D     | Raffaele Schicchi   |
| -  | Italia (bandiera) | C     | Carlo Ancelotti     |
| -  | Italia (bandiera) | C     | Daniele Cocchi      |
| -  | Italia (bandiera) | C     | Giovanni Colonnelli |

| N. |                   | Ruolo | Calciatore          |
| -- | ----------------- | ----- | ------------------- |
| -  | Italia (bandiera) | C     | Fausto Daolio       |
| -  | Italia (bandiera) | C     | Lucio Mongardi      |
| -  | Italia (bandiera) | C     | Giorgio Redeghieri  |
| -  | Italia (bandiera) | C     | Ferdinando Rossi    |
| -  | Italia (bandiera) | C     | Marco Torresani     |
| -  | Italia (bandiera) | C     | Italo Toscani       |
| -  | Italia (bandiera) | C     | Claudio Turella     |
| -  | Italia (bandiera) | A     | Riccardo Bulgarani  |
| -  | Italia (bandiera) | A     | Ariedo Braida       |
| -  | Italia (bandiera) | A     | Paolo Franceschelli |
| -  | Italia (bandiera) | A     | Ercole Romanini     |

## Risultati

### Serie C

#### Girone di andata
| Arbitro: | G. Panzino (Catanzaro) |

|  |           |                          |
|  | Marcatori | 88’ (rig.) Franceschelli |

| Arbitro: | Giaffreda (Roma) |

|                             |           |             |
| Rossi 18’ Franceschelli 87’ | Marcatori | 29’ Menconi |

| Arbitro: | Lanzafame (Taranto) |

|                           |           |  |
| Gibellini 10’ Manfrin 52’ | Marcatori |  |

| Arbitro: | Colasanti (Roma) |

|            |           |               |
| Braida 22’ | Marcatori | 88’ Pelliccia |

| Arbitro: | Paparesta (Bari) |

|                        |           |                      |
| Rambotti 51’ Giani 66’ | Marcatori | 3’, 40’, 53’ Turella |

| Arbitro: | Lanese (Messina) |

|            |           |  |
| Braida 73’ | Marcatori |  |

| Arbitro: | Altobelli (Roma) |

|                     |           |               |
| Vitulano 71’ (rig.) | Marcatori | 18’ Torresani |

| Arbitro: | Longhi (Roma) |

|              |           |             |
| Mongardi 40’ | Marcatori | 55’ Gaiardi |

| Arbitro: | Mondoni (Milano) |

|  |           |            |
|  | Marcatori | 21’ Braida |

| Arbitro: | Esposito (Torre Annunziata) |

|            |           |               |
| Braida 82’ | Marcatori | 29’ Luteriani |

| Parma 20 novembre 1977 11ª giornata | Parma              | 0 – 0 | Fano | Stadio Ennio Tardini\| Arbitro: \| Manfredini (Pavia) \| |
| Arbitro:                            | Manfredini (Pavia) |       |      |                                                          |

| Arbitro: | Lanzetti (Viterbo) |

|               |           |                                |
| Salvemini 65’ | Marcatori | 40’ Mongardi 56’ (rig.) Daolio |

| Arbitro: | Altobelli (Roma) |

|  |           |          |
|  | Marcatori | 32’ Gino |

| Grosseto 11 dicembre 1977 14ª giornata | Grosseto        | 0 – 0 | Parma | Stadio Comunale\| Arbitro: \| Artico (Padova) \| |
| Arbitro:                               | Artico (Padova) |       |       |                                                  |

| Arbitro: | Paparesta (Bari) |

|            |           |            |
| Daolio 77’ | Marcatori | 11’ Marchi |

| Arbitro: | Falzier (Treviso) |

|                                        |           |            |
| Tombolato 26’ Pasquali 40’ Colusso 88’ | Marcatori | 42’ Braida |

| Arbitro: | Panzino (Catanzaro) |

|              |           |              |
| Romanini 87’ | Marcatori | 85’ Seghezza |

| Arbitro: | Parussini (Udine) |

|            |           |           |
| Marino 60’ | Marcatori | 16’ Rossi |

| Arbitro: | Faccenda (Salerno) |

|                                |           |              |
| Rossi 25’ (rig.) Cavazzini 70’ | Marcatori | 83’ Brunetti |

#### Girone di ritorno
| Arbitro: | Canesi (cremona) |

|                                                          |           |                |
| Torresani 10’ Braida 12’ Franceschelli 52’ Ancelotti 85’ | Marcatori | 29’ Domenghini |

| Arbitro: | Agate (Torino) |

|             |           |                                  |
| Zanotti 53’ | Marcatori | 2’, 39’ Redeghieri 78’ Torresani |

| Arbitro: | Artico (Padova) |

|                |           |             |
| Redeghieri 50’ | Marcatori | 65’ Pezzato |

| Arbitro: | Magni (Bergamo) |

|                            |           |                   |
| Simonato 26’ Pelliccia 66’ | Marcatori | 1’, 11’ Ancelotti |

| Arbitro: | Giaffreda (Roma) |

|                                     |           |               |
| Giovanardi 57’ (aut.) Ancelotti 77’ | Marcatori | 88’ Pazzaglia |

| Arbitro: | Lanzetti (Viterbo) |

|                     |           |  |
| Ciceri 26’ Neri 36’ | Marcatori |  |

| Arbitro: | Casella (Voghera) |

|               |           |  |
| Redeghieri 6’ | Marcatori |  |

| Lucca 19 marzo 1978 27ª giornata | Lucchese         | 0 – 0 | Parma | Stadio Porta Elisa\| Arbitro: \| Colasanti (Roma) \| |
| Arbitro:                         | Colasanti (Roma) |       |       |                                                      |

| Arbitro: | Rufo (Roma) |

|                                     |           |           |
| Braida 36’, 73’ Redeghieri 58’, 75’ | Marcatori | 68’ Morra |

| Arbitro: | Giffreda (Roma) |

|                           |           |  |
| Canzanese 59’ (rig.), 75’ | Marcatori |  |

| Fano 16 aprile 1978 30ª giornata | Fano            | 0 – 0 | Parma | Stadio Raffaele Mancini\| Arbitro: \| Facchin (Udine) \| |
| Arbitro:                         | Facchin (Udine) |       |       |                                                          |

| Arbitro: | Artico (Padova) |

|               |           |  |
| Ancelotti 21’ | Marcatori |  |

| Arbitro: | Falzier (Treviso) |

|            |           |  |
| Biloni 66’ | Marcatori |  |

| Arbitro: | Savalli (Trapani) |

|                                        |           |  |
| Franceschelli 20’, 56’ Braida 44’, 58’ | Marcatori |  |

| Arbitro: | Stillacci (Torino) |

|                 |           |                              |
| Barbana 7’, 67’ | Marcatori | 57’ Colonnelli 80’ Ancelotti |

| Arbitro: | Cornigliano (Crotone) |

|                                     |           |           |
| Franceschelli 48’, 82’ F. Rossi 90’ | Marcatori | 13’ Zanin |

| Arbitro: | Podavini (Brescia) |

|              |           |  |
| Sellitri 63’ | Marcatori |  |

| Arbitro: | Canesi (Cremona) |

|                                               |           |                     |
| F. Rossi 15’ (rig.) Ancelotti 70’, 75’ (rig.) | Marcatori | 13’ (aut.) Schicchi |

| Arbitro: | Morganti (Ascoli Piceno) |

|                          |           |  |
| Panozzo 16’ Brunetti 89’ | Marcatori |  |

### Coppa Italia Semiprofessionisti

#### Girone 8
| Mantova 21 agosto 1977 1ª giornata | Mantova           | 0 – 0 | Parma | Stadio Danilo Martelli\| Arbitro: \| Cherri (Macerata) \| |
| Arbitro:                           | Cherri (Macerata) |       |       |                                                           |

| Piacenza 24 agosto 1977 2ª giornata | Piacenza       | 0 – 0 | Parma | Stadio Galleana\| Arbitro: \| Leni (Perugia) \| |
| Arbitro:                            | Leni (Perugia) |       |       |                                                 |

| 28 agosto 1977 3ª giornata |  | – Riposo |  |  |

| Arbitro: | Falzier (Treviso) |

|                                                   |           |                        |
| Quadrelli 22’ (aut.) Franceschelli 35’ Braida 41’ | Marcatori | 44’ Tedoldi 55’ Natale |

| Arbitro: | Ballerini (La Spezia) |

|                 |           |  |
| Braida 22’, 44’ | Marcatori |  |

| 7 settembre 1977 6ª giornata |  | – Riposo |  |  |

#### Sedicesimi di finale
| Arbitro: | Cicia (Bassano del Grappa) |

|  |           |                    |
|  | Marcatori | 12’ (rig.) Donetti |

| Arbitro: | Gazzari (Macerata) |

|               |           |              |
| Mazzoleri 62’ | Marcatori | 45’ Romanini |

### Statistiche di squadra
| Competizione         | Punti | In casa | In casa | In casa | In casa | In casa | In casa | In trasferta | In trasferta | In trasferta | In trasferta | In trasferta | In trasferta | Totale | Totale | Totale | Totale | Totale | Totale | DR  |
| Competizione         | Punti | G       | V       | N       | P       | Gf      | Gs      | G            | V            | N            | P            | Gf           | Gs           | G      | V      | N      | P      | Gf     | Gs     | DR  |
| -------------------- | ----- | ------- | ------- | ------- | ------- | ------- | ------- | ------------ | ------------ | ------------ | ------------ | ------------ | ------------ | ------ | ------ | ------ | ------ | ------ | ------ | --- |
| Serie C              | 46    | 19      | 11      | 7       | 1       | 33      | 14      | 19           | 5            | 7            | 7            | 17           | 23           | 38     | 16     | 14     | 8      | 50     | 37     | +13 |
| Coppa Italia Semipro | 6     | 2       | 2       | 0       | 0       | 5       | 2       | 2            | 0            | 2            | 0            | 0            | 0            | 4      | 2      | 2      | 0      | 5      | 2      | 0   |
| Coppa Anglo-Italiana |       | ..      | .       | .       | .       | ..      | ..      | ..           | .            | .            | .            | ..           | ..           | ..     | ..     | .      | .      | ..     | ..     | +.. |
| Totale               |       | ..      | .       | .       | .       | ..      | ..      | ..           | .            | .            | .            | ..           | ..           | ..     | ..     | .      | .      | ..     | ..     | +.. |

### Statistiche dei giocatori
| Giocatore        | Serie C  | Serie C | Serie C     | Serie C    | Coppa Italia Semipro | Coppa Italia Semipro | Coppa Italia Semipro | Coppa Italia Semipro | Coppa Anglo Italiana | Coppa Anglo Italiana | Coppa Anglo Italiana | Coppa Anglo Italiana | Totale   | Totale | Totale      | Totale     |
| Giocatore        | Presenze | Reti    | Ammonizioni | Espulsioni | Presenze             | Reti                 | Ammonizioni          | Espulsioni           | Presenze             | Reti                 | Ammonizioni          | Espulsioni           | Presenze | Reti   | Ammonizioni | Espulsioni |
| ---------------- | -------- | ------- | ----------- | ---------- | -------------------- | -------------------- | -------------------- | -------------------- | -------------------- | -------------------- | -------------------- | -------------------- | -------- | ------ | ----------- | ---------- |
| C. Ancelotti     | 21       | 8       | ?           | ?          | 2                    | 0                    | ?                    | ?                    | ?                    | ?                    | ?                    | ?                    | 23+      | 8+     | ?           | ?          |
| A. Braida        | 28       | 10      | ?           | ?          | 5                    | 3                    | ?                    | ?                    | ?                    | ?                    | ?                    | ?                    | 33+      | 13+    | ?           | ?          |
| R. Bulgarini     | 3        | 0       | ?           | ?          | 1                    | 0                    | ?                    | ?                    | ?                    | ?                    | ?                    | ?                    | 4+       | 0+     | ?           | ?          |
| M. Cavazzini     | 34       | 1       | ?           | ?          | 5                    | 0                    | ?                    | ?                    | ?                    | ?                    | ?                    | ?                    | 39+      | 1+     | ?           | ?          |
| D. Cocchi        | 1        | 0       | ?           | ?          | 0                    | 0                    | ?                    | ?                    | ?                    | ?                    | ?                    | ?                    | 1+       | 0+     | ?           | ?          |
| G. Colonnelli    | 33       | 1       | ?           | ?          | 4                    | 0                    | ?                    | ?                    | ?                    | ?                    | ?                    | ?                    | 37+      | 1+     | ?           | ?          |
| F. Daolio        | 29       | 2       | ?           | ?          | 3                    | 0                    | ?                    | ?                    | ?                    | ?                    | ?                    | ?                    | 32+      | 2+     | ?           | ?          |
| M. Fabris        | 25       | 0       | ?           | ?          | 6                    | 0                    | ?                    | ?                    | ?                    | ?                    | ?                    | ?                    | 31+      | 0+     | ?           | ?          |
| M. Facco         | 12       | 0       | ?           | ?          | 4                    | 0                    | ?                    | ?                    | ?                    | ?                    | ?                    | ?                    | 16+      | 0+     | ?           | ?          |
| P. Franceschelli | 29       | 8       | ?           | ?          | 4                    | 1                    | ?                    | ?                    | ?                    | ?                    | ?                    | ?                    | 33+      | 9+     | ?           | ?          |
| M. Garito        | 32       | 0       | ?           | ?          | 4                    | 0                    | ?                    | ?                    | ?                    | ?                    | ?                    | ?                    | 36+      | 0+     | ?           | ?          |
| M. Grassi        | 26       | -23     | ?           | ?          | 2                    | -2                   | ?                    | ?                    | ?                    | ?                    | ?                    | ?                    | 28+      | -25+   | ?           | ?          |
| L. Mongardi      | 25       | 2       | ?           | ?          | 1                    | 0                    | ?                    | ?                    | ?                    | ?                    | ?                    | ?                    | 26+      | 2+     | ?           | ?          |
| S. Montanini     | 13       | 0       | ?           | ?          | 2                    | 0                    | ?                    | ?                    | ?                    | ?                    | ?                    | ?                    | 15+      | 0+     | ?           | ?          |
| G. Redeghieri    | 27       | 6       | ?           | ?          | 5                    | 0                    | ?                    | ?                    | ?                    | ?                    | ?                    | ?                    | 32+      | 6+     | ?           | ?          |
| E. Romanini      | 6        | 0       | ?           | ?          | 4                    | 1                    | ?                    | ?                    | ?                    | ?                    | ?                    | ?                    | 10+      | 1+     | ?           | ?          |
| F. Rossi         | 26       | 5       | ?           | ?          | 6                    | 0                    | ?                    | ?                    | ?                    | ?                    | ?                    | ?                    | 32+      | 5+     | ?           | ?          |
| R. Schicchi      | 12       | 0       | ?           | ?          | 1                    | 0                    | ?                    | ?                    | ?                    | ?                    | ?                    | ?                    | 13+      | 0+     | ?           | ?          |
| M. Torresani     | 35       | 3       | ?           | ?          | 5                    | 0                    | ?                    | ?                    | ?                    | ?                    | ?                    | ?                    | 40+      | 3+     | ?           | ?          |
| C. Turella       | 21       | 3       | ?           | ?          | 2                    | 0                    | ?                    | ?                    | ?                    | ?                    | ?                    | ?                    | 23+      | 3+     | ?           | ?          |
| P. Villa         | 12       | -14     | ?           | ?          | 4                    | -2                   | ?                    | ?                    | ?                    | ?                    | ?                    | ?                    | 16+      | -16+   | ?           | ?          |